# Tiger Peak
Der Tiger Peak (englisch für Tigerspitze) ist ein 1490 m hoher Berg im Norden des ostantarktischen Viktorialands. Im Zentrum der Anare Mountains ragt er aus der Wand eines Bergkessels nahe dem Kopfende des Ludvig-Gletschers auf.
Wissenschaftler einer Kampagne der Australian National Antarctic Research Expeditions, die 1962 mit dem Schiff Thala Dan das Gebiet um die vorgelagerte Pennell-Küste erkundeten, nahmen die Benennung vor. Namensgebend ist die Bänderung durch verschiedenfarbiges Gestein, die an das gestreifte Fell eines Tigers erinnert.